# Albin Zumpe

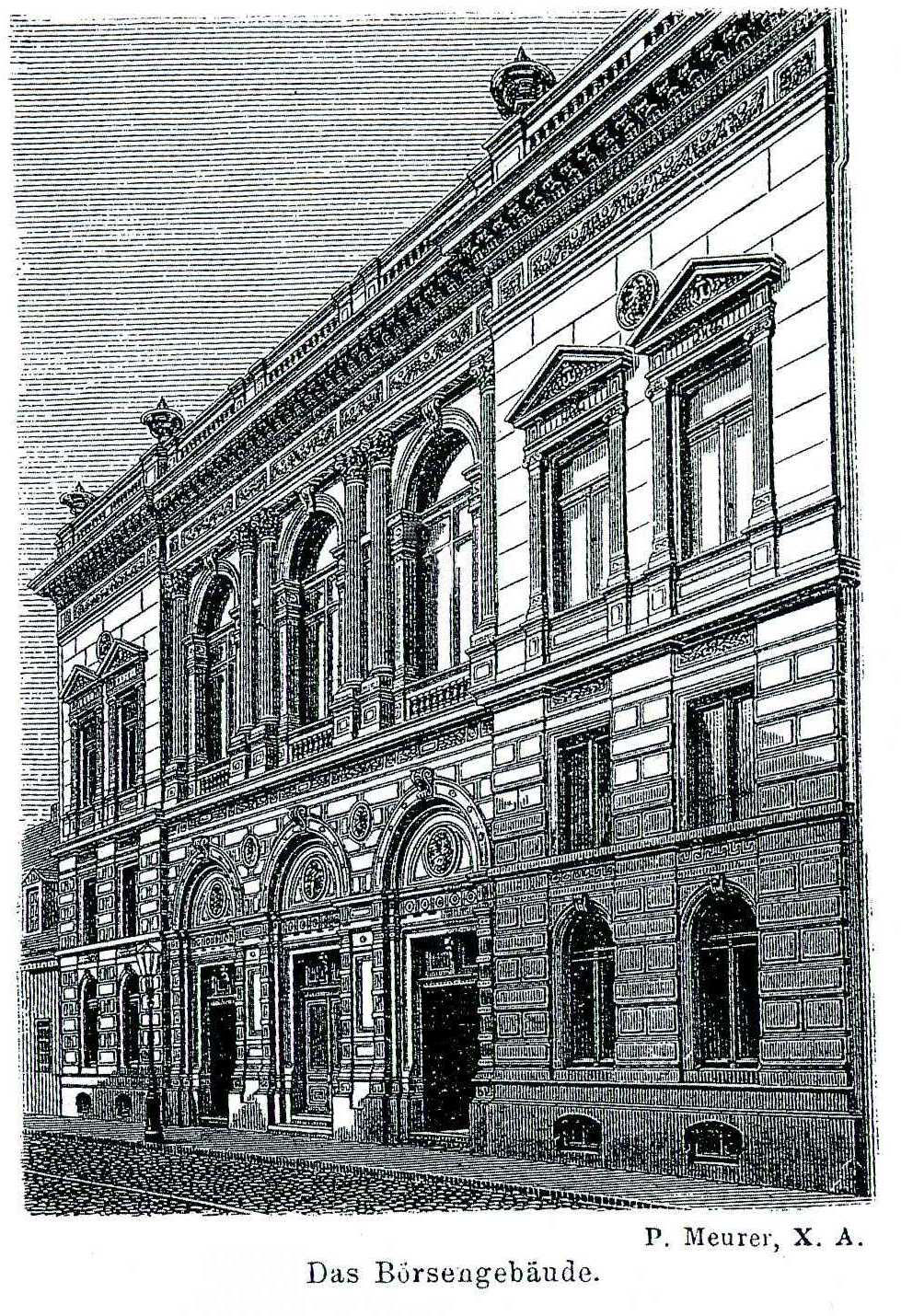
Fassade der Dresdner Börse

Albin Zumpe (* 17. Februar 1843 in Dresden; † nach 1878; vollständiger Name Ernst Fürchtegott Albin Zumpe) war ein deutscher Architekt.

## Leben
Zumpe war der Sohn des Schuhmachermeisters Johann Gottlob Zumpe und dessen Ehefrau Friederike Dietze. Er wurde 1860 in die Unterabteilung der Bauschule an der Dresdner Kunstakademie aufgenommen. Ab dem 1. Oktober 1862 war er Mitarbeiter im Atelier von Hermann Nicolai. Ab 1865 lebte und arbeitete er in Zwickau.
1869 wurde der im Vorjahr entstandene, gemeinsam mit dem Dresdner Architekten Otto Trobsch ausgearbeitete Wettbewerbsentwurf für den Neubau eines Rathauses in Dortmund auf der Dresdener Kunstausstellung gezeigt. Für seinen 1869 vorgelegten Wettbewerbsentwurf eines Schulneubaus für die Realschule Zwickau erhielt er den 2. Preis.
Der 1872 eingereichte, in Zusammenarbeit mit dem Chemnitzer Architekten Guido Ehrig entstandene Wettbewerbsentwurf für ein Börsengebäude im Stil der italienischen Renaissance in Dresden erhielt den 1. Preis und den Auftrag für die Ausführung. Im Jahr des Baubeginns, 1873, starb Ehrig, und Zumpe führte den Bau alleine aus. In diesem Zusammenhang findet sich in der baugeschichtlichen Literatur vereinzelt die irrtümliche Angabe, Zumpe sei 1873 verstorben. Zumpe verfasste im Februar 1876 einen abschließenden Bericht über den Börsenbau, der zwei Monate später in der Deutschen Bauzeitung veröffentlicht wurde.
1878 heiratete Zumpe in Berlin die Kaufmannstochter Marie Franziska Rosamunde Deter.

## Schriften
- Die neue Börse zu Dresden. In: Deutsche Bauzeitung. 10. Jahrgang 1876, Nr. 31 (vom 15. April 1876), S. 153 f. (datiert „Zwickau, im Februar 1876“)